# 国立工業教員養成所
国立工業教員養成所（こくりつこうぎょうきょういんようせいじょ）とは、かつて日本の国立大学に併設された工業についての教員養成を目的とする養成機関である。工業高等学校教員養成のための3年制の養成機関であり、卒業すれば工業についての高等学校教諭二級普通免許状（現在の工業についての高等学校教諭一種免許状）の授与を受けることができた。

## 概要
1949年の学制改革以降、高等学校の工業科教員は、全国七ヶ所の工業教員養成課程を中核に教員養成されていたが、1961年に「国立工業教員養成所の設置等に関する臨時措置法」が成立し、1963年に9校の国立大学（北海道大学、東北大学、東京工業大学、横浜国立大学、名古屋工業大学、京都大学、大阪大学、広島大学、九州大学）に工業教員養成所が設置された。
1963年から団塊の世代等により高等学校入学者が急増し、また高度経済成長による工業化で大量の人材が必要になったため、多くの工業高等学校が必要になりそれに伴って工業高校教員の速成が求められた。計画は8年間で8640名の教員を速成することであった。
しかしながら、発足時は工業教員養成所を卒業しても大学4年次への編入は出来ず、大学院の進学も出来ず、「学士の称号」（現在では、法令により「学士の称号」は「学士の学位」とみなされる）も得られなかった。まさに「工業高校教員を養成する学校」であった。この問題は1967年に法律改正によって解決された（しかし、無条件で大学編入が出来たわけではない。）。
教育内容については3年間で教員を養成するために非常に圧縮された詰め込みがたの教育が行われた。しかし、教員の定員は大学工学部の半分（1学科で教授、助教授、助手各2名）であり、発足当時は本当に質のよい教員を養成することが出来るのかという批判が強くあった。
その後、1960年度以降の工業科の増設計画も一応達成され、工学部卒業者で工業教員として就職する者もふえてきたため、工業教員養成所は、その学生募集を1967年度から停止し、根拠法も1969年に廃止され、工業教員養成所は、1969年3月31日に在学する者があるときは、その者が当該養成所に在学しなくなる日までの間、存続するとされたが、実際には1967年から学生募集を停止したため、実質的に1969年度限りで廃止された。）。

## 設置養成所
- 北海道大学工業教員養成所
- 東北大学工業教員養成所
- 東京工業大学工業教員養成所
- 横浜国立大学工業教員養成所
- 名古屋工業大学工業教員養成所
- 京都大学工業教員養成所
- 大阪大学工業教員養成所
- 広島大学工業教員養成所
- 九州大学工業教員養成所